# ویسوتشانی (ناحیه زنویمو)
ویسوتشانی (به چکی: Vysočany) یک منطقهٔ مسکونی در جمهوری چک است که در ناحیه زنویمو واقع شده‌است. ویسوتشانی ۷٫۲۵ کیلومتر مربع مساحت و ۱۱۷ نفر جمعیت دارد و ۴۳۵ متر بالاتر از سطح دریا واقع شده‌است.